# Baltazar Borzaga
Baltazar Borzaga (ur. 17 marca 1746 w Anau w Tyrolu, zm. 26 stycznia 1806 w Zagrzebiu) – profesor prawa rzymskiego i karnego na Uniwersytecie Lwowskim, rektor Uniwersytetu w latach 1785–1786 i 1801–1802.
Doktor Uniwersytetu Wiedeńskiego, przez 10 lat był jego wykładowcą. Później wykładał prawo w Terezjańskiej Akademii Wojskowej.
Pierwszy dziekan i dyrektor wydziału prawa Uniwersytetu Lwowskiego.